# Bilderna av dej
Bilderna av dej är en sång skriven av Niklas Strömstedt. Den finns med på hans album Halvvägs till framtiden från 1992, men utgavs också som singel samma år. Bilderna av dej var den andra singeln från albumet.
Som B-sida till singeln valdes låtarna "Nu är det enda som finns" och "När vindarna vill", båda skrivna av Strömstedt.
Bilderna av dej tog sig inte in på Svenska singellistan, men däremot på Svensktoppen. Den låg två veckor på Svensktoppen 1992, den första tillsammans med en annan sång av Strömstedt, "Halvvägs till framtiden". Sammanlagt låg den 13 veckor på listan mellan den 13 december 1992 och 20 mars 1993. De två sista veckorna låg även Strömstedt-kompositionen "I hennes rum" samtidigt på listan.

## Låtlista
1. "Bilderna av dej"
2. "Nu är det enda som finns"
3. "När vindarna vill"

## Medverkande musiker
- Lars Danielsson
- Henrik Janson
- Mats Persson
- Niklas Strömstedt

## Listplaceringar
| Lista (1992–1993) | Topplacering |
| ----------------- | ------------ |
| Sverige           | 2            |